# Gilberto Muñoz
Gilberto Muñoz Farías (* 3. Januar 1923 in Santiago; † 18. Dezember 1998 ebenda) war ein chilenischer Fußballspieler. Der Mittelfeldspieler absolvierte sechs Länderspiele für Chile.

## Karriere

### Verein
Geboren und aufgewachsen im Stadtviertel Estación Central von Santiago, begann Muñoz auf den Straßen das Fußballspielen. Im Alter von 12 Jahren kam er zum CSD Colo-Colo und durchlief alle Jugendmannschaften bis zum Profiteam. 1944 debütierte Muñoz in der Primera División und spielte seine komplette Karriere bei dem Klub. Mit den Caciques gewann er die Meisterschaften der Saisons 1944 und 1947.

### Nationalmannschaft
Gilberto Muñoz debütierte für die Nationalmannschaft unter Luis Tirado bei der 2:3-Niederlage gegen Bolivien beim Campeonato Sudamericano 1949. Er stand in sechs der sieben Turnierspiele in der Startelf. Chile wurde mit zwei Siegen, einem Unentschieden und vier Niederlagen Turnierfünfter. Für Gilberto Muñoz waren die sechs Spiele bei der Südamerikameisterschaft in Brasilien die einzigen Länderspiele.

## Erfolge
Colo-Colo
- Chilenischer Meister: 1944, 1947
- Campeonato de Campeones de Chile: 1945